# No ploris Germaine
No ploris Germaine (en francès Pleure pas Germaine) és una pel·lícula de coproducció hispano-franco-belga del 2001 dirigida per Alain de Halleux amb guió basada en l'obra homònima del franco-canadenc Claude Jasmin i que comptava en el seu repartiment amb les actrius catalanes Rosa Renom i Laia Marull. Fou doblada al català i emesa per TV3 el 7 de gener de 2006.

## Sinopsi
Germaine, belga d'origen espanyol, ha vist com la seva filla gran ha estat assassinada i la seva família s'ha enfonsat. Aleshores decideix marxar de Brussel·les i tornar a la seva casa als Pirineus amb una caravana amb la seva filla adolescent Muriel i els dos bessons petits per començar de nou. Tot i que el seu marit, Gilles, s'hi oposa, decideix acompanyar-la quan s'assabenta que el possible assassí podria ser allí.

## Repartiment
- Rosa Renom...	Germaine Bedard
- Dirk Roofthooft...	Gilles Bedard
- Catherine Grosjean...	Muriel Bedard
- Benoit Skalka ...	Albert
- Iwana Krzeptowski 	...	Janine
- Simon de Thomaz ...	Ronald
- Laia Marull... Catalina
- Tristán Ulloa... Miguel Ibáñez